# Bandai

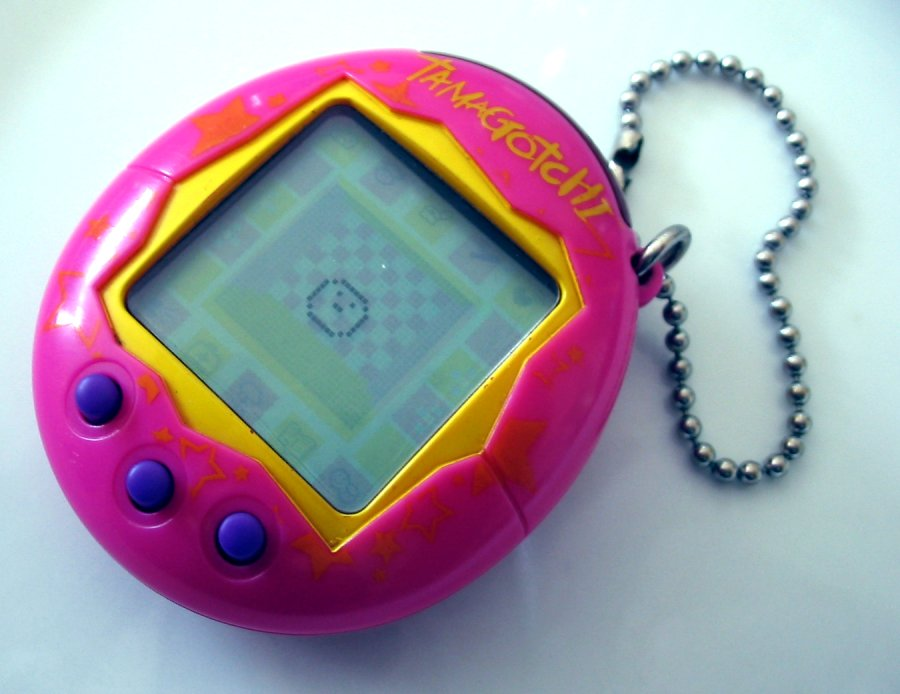
El famós Tamagotchi el va crear Bandai.

Bandai Co., Ltd. (株式会社バンダイ, Kabushiki-gaisha Bandai?) és una empresa japonesa dedicada a la creació de joguines i sèries animades, entre les seves creacions més famoses es troben Gundam, SD Gundam, Teen Titans, DICE, Ben 10, Power Rangers, Digimon o Hack. A més va comercialitzar els famosos Tamagotchi i està present en altres camps, com per exemple, el de distribuïdora i creadora de videojocs.
Va desenvolupar la consola Pippin, algunes de les característiques més notables eren que posseïa lector de CD i un curiós sistema per dipositar el comandament quan no s'usava.
El 2005, Bandai es fusiona amb l'empresa de videojocs japonesa Namco. El valor total de l'operació va ascendir a 170.800 milions de iens (més de 1.261 milions d'euros). La fusió va donar nom a l'empresa com Namco Bandai Holdings.